# N'Djamena Bilala
N'Djamena Bilala est une sous-préfecture de la région de Batha au Tchad,.